# Atari Bigby
(en) Statistiques sur pro-football-reference
Atari David Bigby (né le 19 septembre 1981 à Falmouth) est un joueur jamaïcain de football américain. 

## Enfance
Bigby naît en Jamaïque dans la ville de Falmouth. Il arrive aux États-Unis à l'âge de quatre ans. Il commence à jouer dans l'équipe de football de la Miami High School de Miami. Il obtient son diplôme avec d'autres futurs joueurs comme Marquand Manuel, Andre Johnson, Roscoe Parrish, Jamaal Jackson et Udonis Haslem qui étudier dans ce lycée.

## Carrière

### Université
Atari tente d'abord de rentrer à l'université de Miami mais l'université lui oblige à couper ses cheveux s'il veut rentrer. Il entre donc dans une autre université continuant sa carrière de joueur de football. En 2002 et 2003, il figure dans l'équipe de la saison de la conférence.

### Professionnel
Le Jamaïcain n'est sélectionné par aucune franchise lors du draft de la NFL de 2005 et signe un contrat comme agent libre avec les Dolphins de Miami le 16 mai mais il est libéré le 25 juillet par la franchise. Plus tard, il signe avec les Jets de New York le 11 août mais il n'est pas retenu dans le groupe final pour disputer la saison et libéré le 3 septembre juste avant le début.
Il signe avec les Packers de Green Bay le 1er novembre 2005 et est intégré dans l'équipe active le 22 décembre, faisant ses débuts le jour de Noël contre les Bears de Chicago, rentrant en cours de match. Mais il se blesse peu de temps après, ce qui l'oblige à déclarer forfait pour le dernier match de la saison. Il est libéré à la fin de la pré-saison 2006 avant d'être relégué deux jours plus tard dans l'équipe d'entrainement. Il revient en équipe active le 15 novembre 2006, entrant durant cinq matchs et faisant deux tacles.
Après avoir fait de bons matchs en pré-saison 2007, il devient titulaire à la place de Marquand Manuel. Il reçoit le prix de meilleur joueur défensif du mois de décembre après avoir intercepté quatre passes en quatre matchs. Lors d'un match contre les Rams de Saint-Louis, il intercepte deux passes, parcourant vingt-deux yards. Il en fait une autre contre les Lions de Détroit. Le 12 janvier 2008, Bigby joue son premier de play-off contre les Seahawks de Seattle où il effectue sept tacles et provoque un fumble de Marcus Pollard qui sera récupérer par Aaron Kampman.
Il intercepte la première passe de la saison pour les Packers contre les Vikings du Minnesota à Monday Night Football, une passe de Tarvaris Jackson. Cette saison 2008 ne le voit jouer que sept matchs du fait d'une blessure. La saison 2009 le voit faire treize matchs (dont onze comme titulaire), interceptant quatre passes. Il ne joue que quatre matchs lors de la saison 2010 mais remporte le Super Bowl XLV.
Le 16 août 2011, Bigby signe avec les Seahawks de Seattle et est inscrit comme transferable (unrestricted free agent). Il joue quinze matchs lors de cette saison avant de signer le 16 mars 2012 avec les Chargers de San Diego. Il est libéré le 3 mars 2013.